# ファルマー・スタジアム
ファルマー・スタジアム（Falmer Stadium）は、イングランド・イースト・サセックスのファルマーにある多目的スタジアム。ブライトン・アンド・ホーヴ・アルビオンFCがホームスタジアムとして使用している。
ブライトンにヨーロッパ本部オフィスを置くアメリカン・エキスプレスが命名権を取得し、「ザ・アメリカン・エキスプレス・コミュニティスタジアム」（略称「アメックス・スタジアム」）（英語: American Express Community Stadium, The AMEX Stadium ）の呼称を用いている。

## 概要
収容人数は30,750人で、サセックスで最大の収容能力を持つ。また、スタジアム名のファルマーは、近くにある村の名称に由来している。ここは、ブライトンが初めてホームスタジアムとして使用したゴールドストーン・グラウンド、一時的(1997年から2年間)に使用したプリーストフィールド、ウィズディーン・スタジアムに次いで4番目となる。
2011年からブライトン・アンド・ホーヴ・アルビオンFCのホームスタジアムとなった。
メインスタンドとなる西スタンドは4つのスタンドで唯一3層構造として設計されており、14部屋のVIPルームを含めてスタジアムの収容人数の約30%にあたる11,833人を収容する。国内のリーグ戦またはカップ戦開催時には南スタンドの10%がアウェーサポーターに割り当てられる。
スタジアムはサッカーの試合のみならず、ラグビーやホッケーなどのスポーツ、コンサートやスタジアム内オフィスを使用した会議などその使用方法は多岐に渡る。

## 開催された主な試合

### サッカー
- UEFA欧州女子選手権2022

| 日付          | ホームチーム | 結果 | アウェーチーム | ラウンド                    |
| ------------- | ------------ | ---- | -------------- | --------------------------- |
| 2022年7月11日 | イングランド | 8-0  | ノルウェー     | UEFA欧州女子選手権グループA |
| 2022年7月15日 | オーストリア | 1-0  | ノルウェー     | UEFA欧州女子選手権グループA |
| 2022年7月20日 | イングランド | 2-1  | スペイン       | UEFA欧州女子選手権準々決勝  |

### ラグビーユニオン
- ラグビーワールドカップ2015の会場の一つとして使用された。

2015年9月19日のグループBの開幕戦、2度のW杯優勝経験を有する南アフリカ代表に1991年大会以来W杯での勝利が無い日本代表が34-32で勝利し、“ブライトンの奇跡”や『ラグビーワールドカップ史上最大の番狂わせ』と称された試合の舞台となった。

## ギャラリー

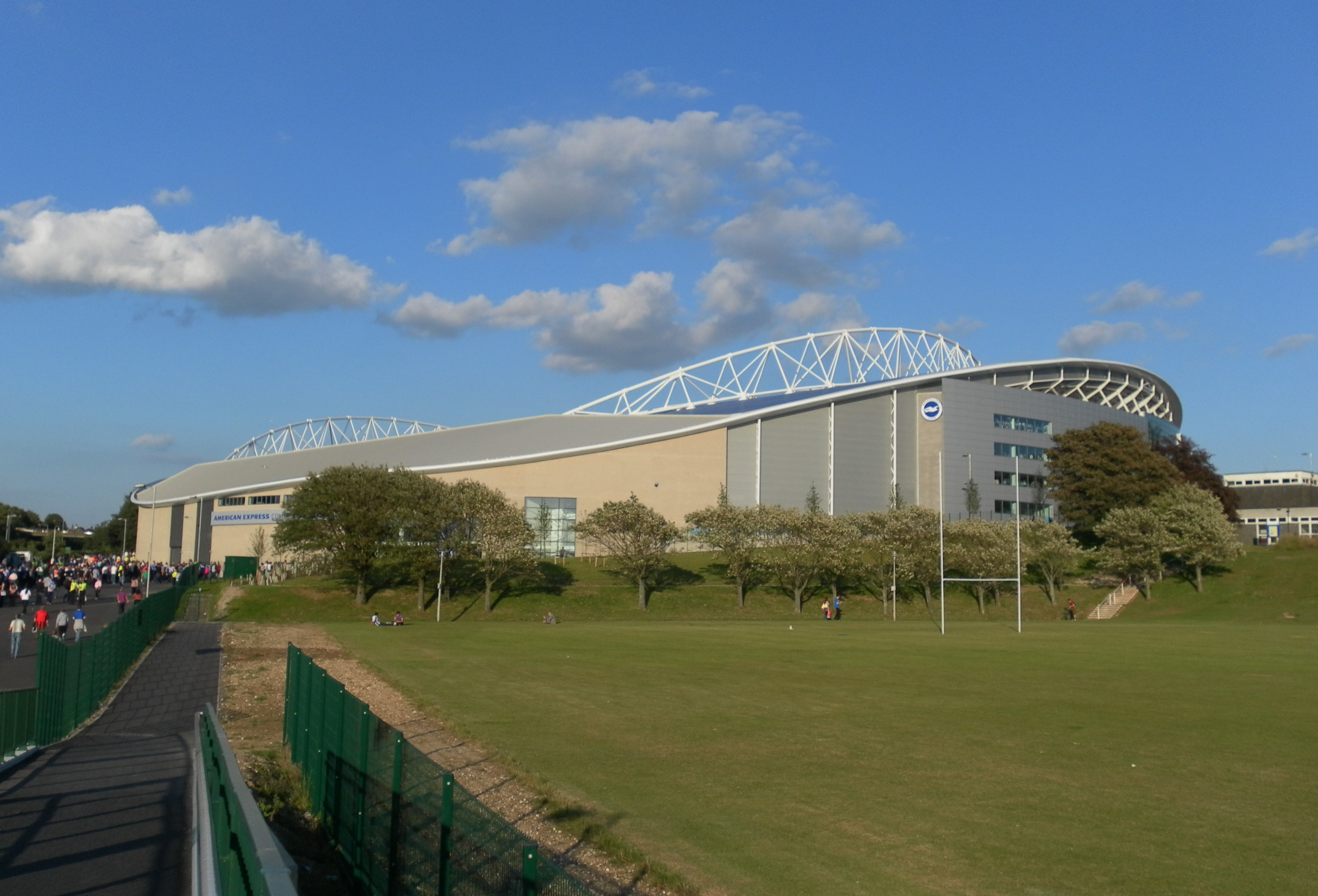
外観1
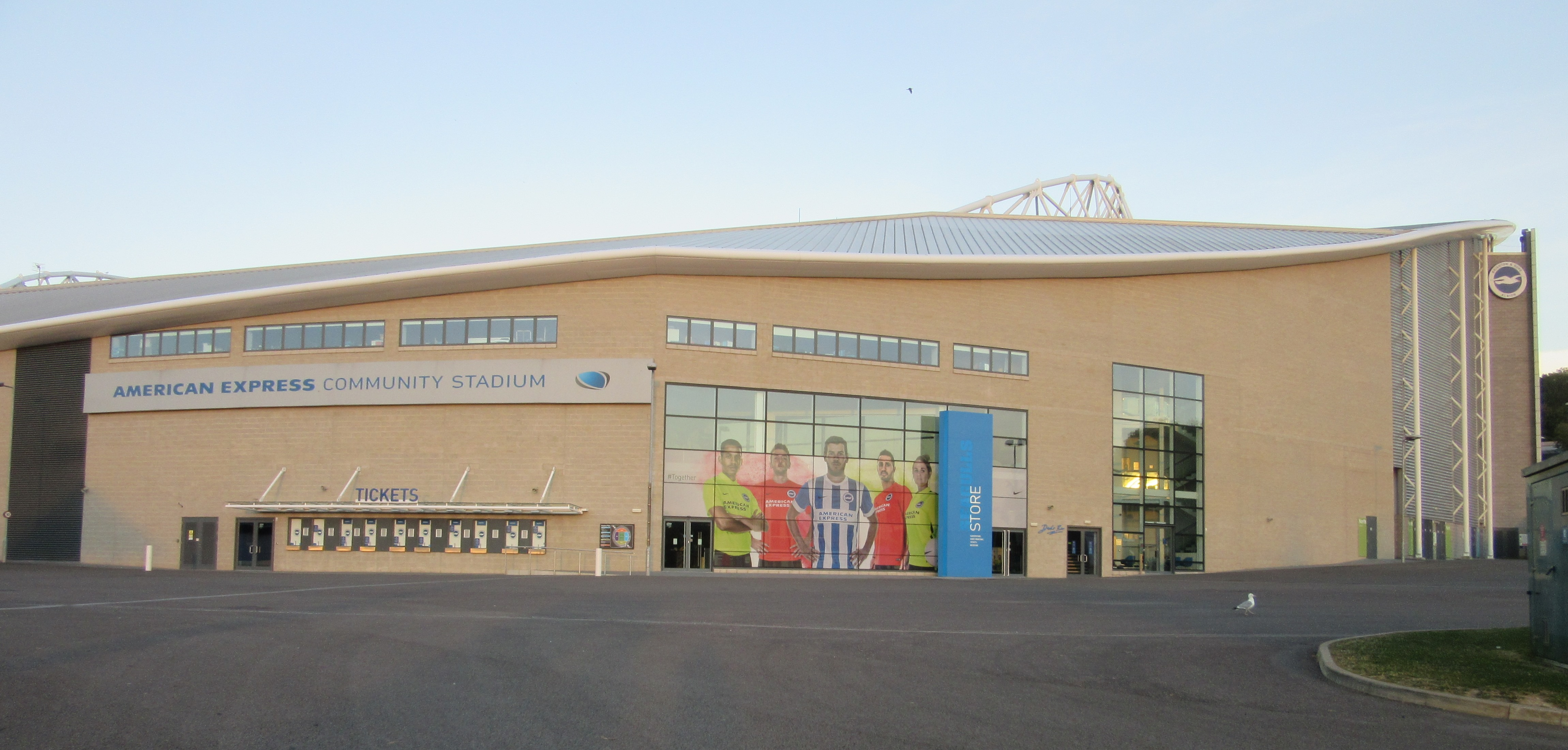
外観2
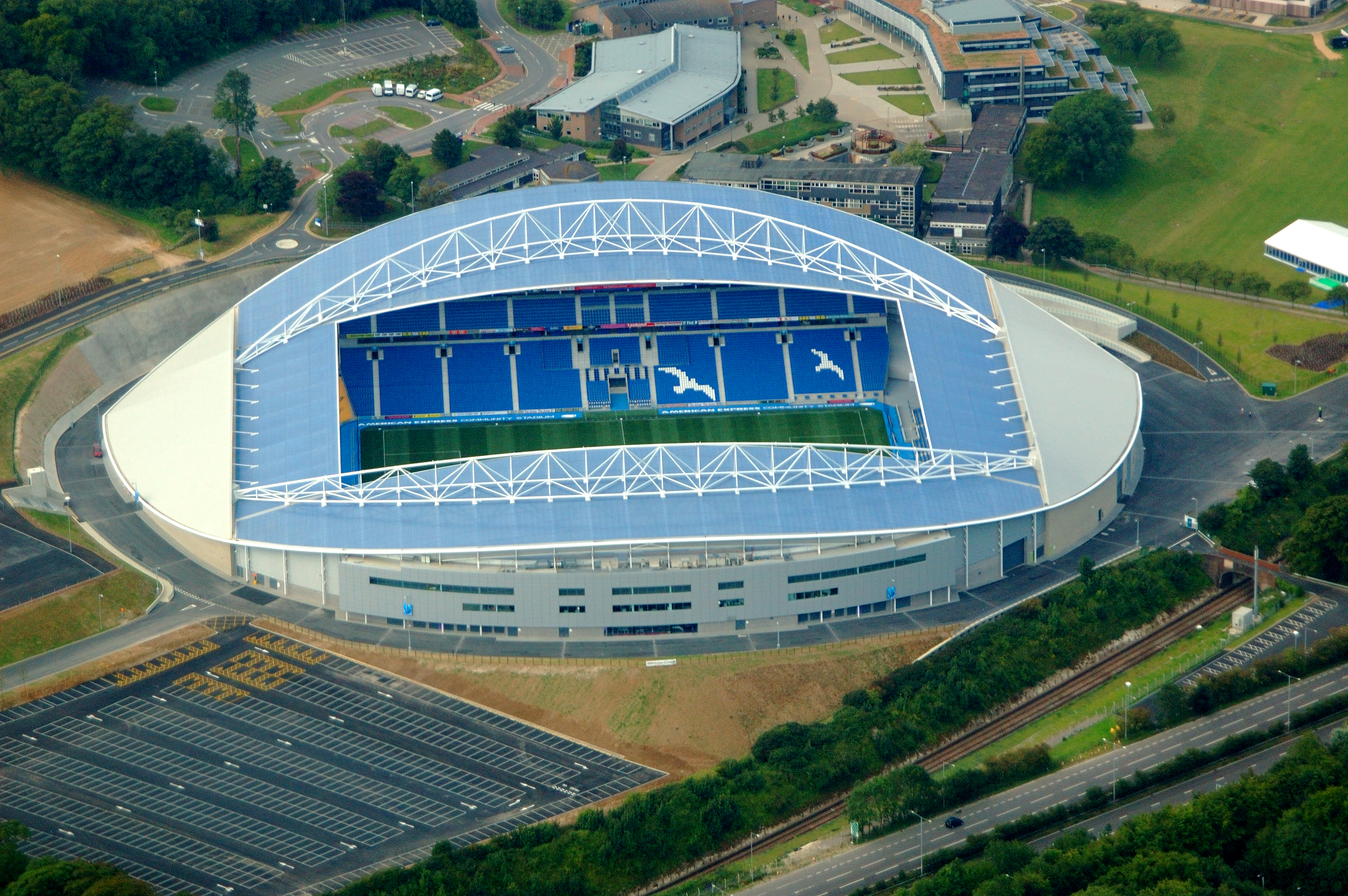
スタジアムの空撮
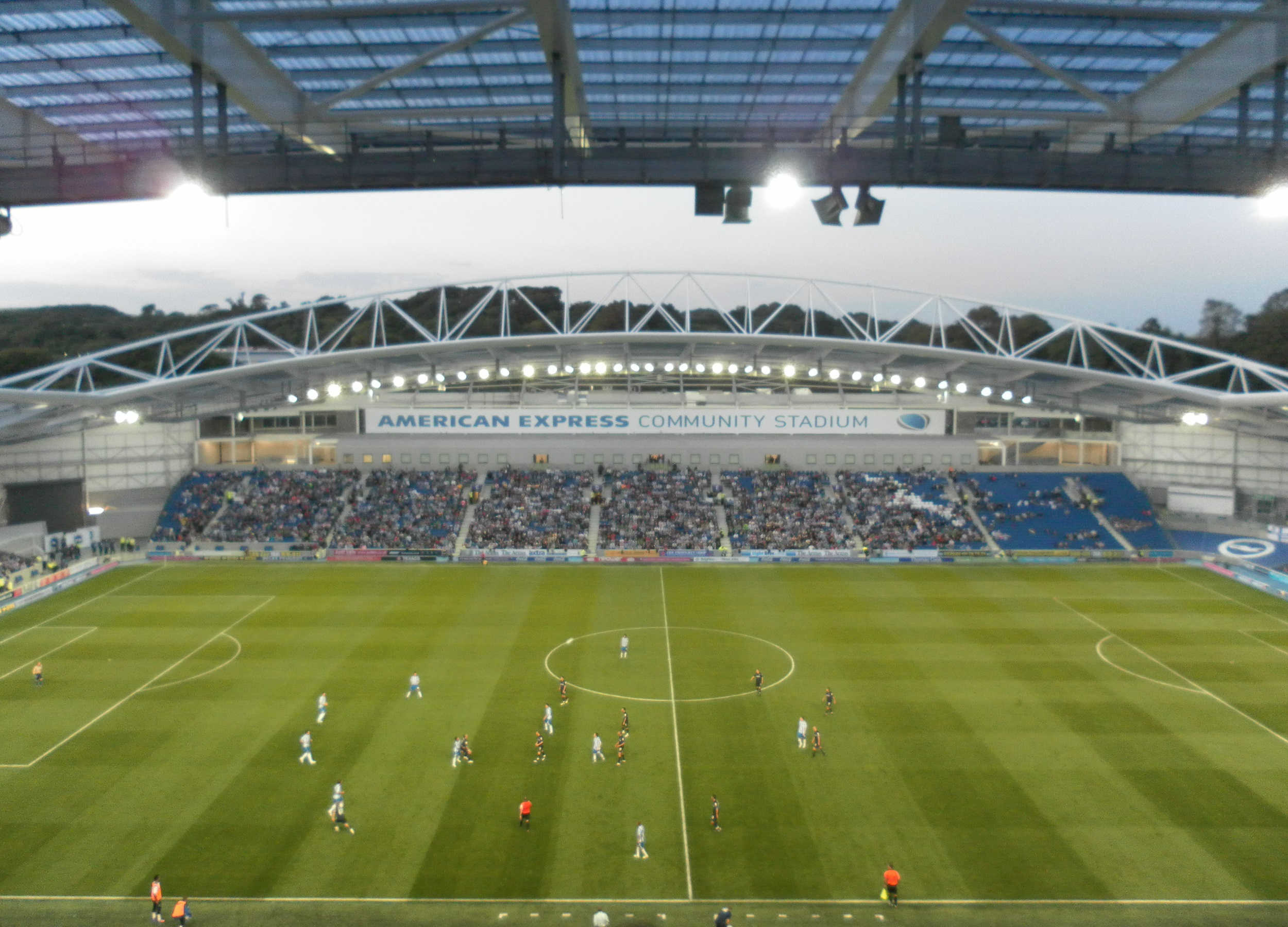
内観1
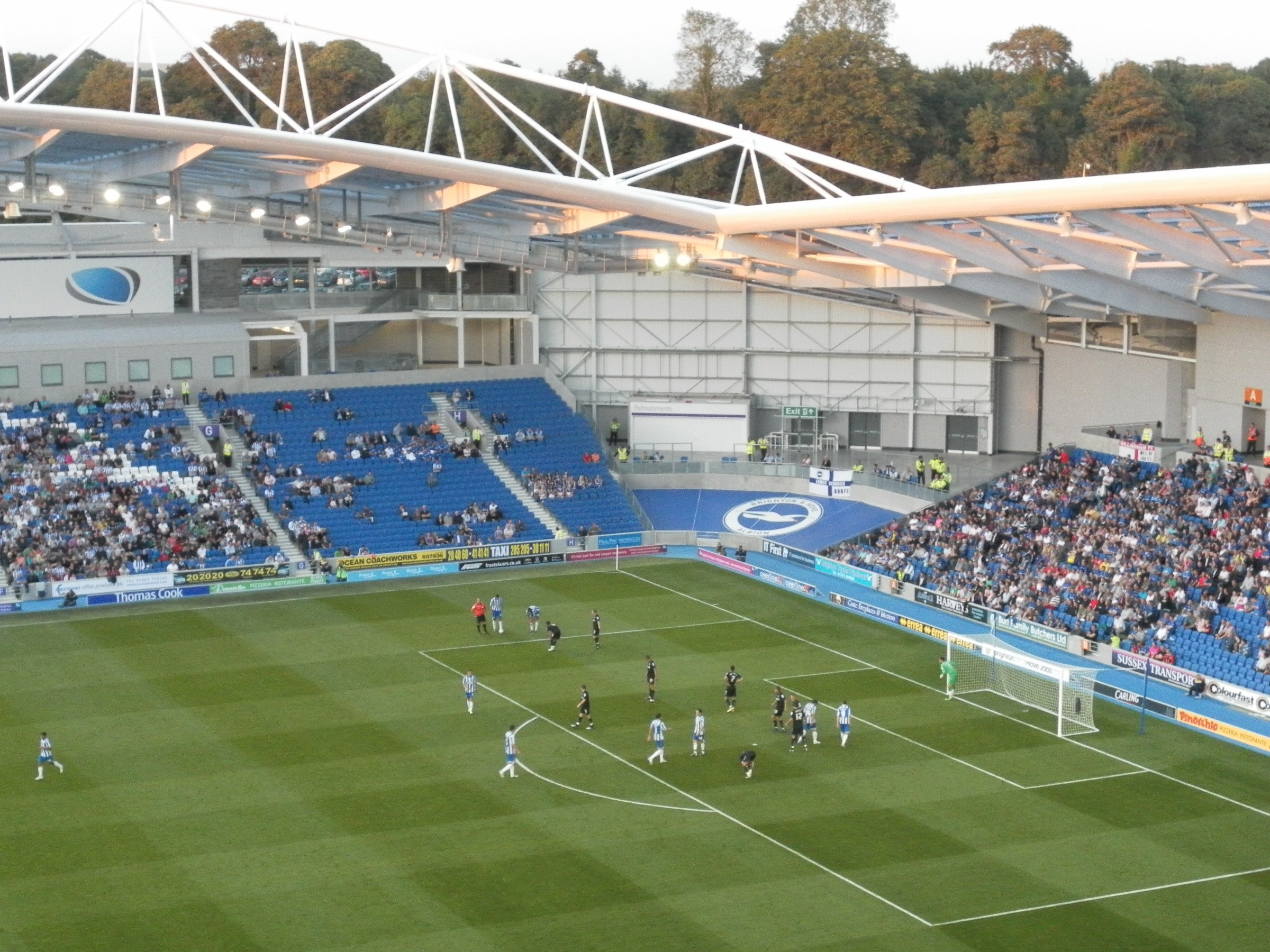
内観2
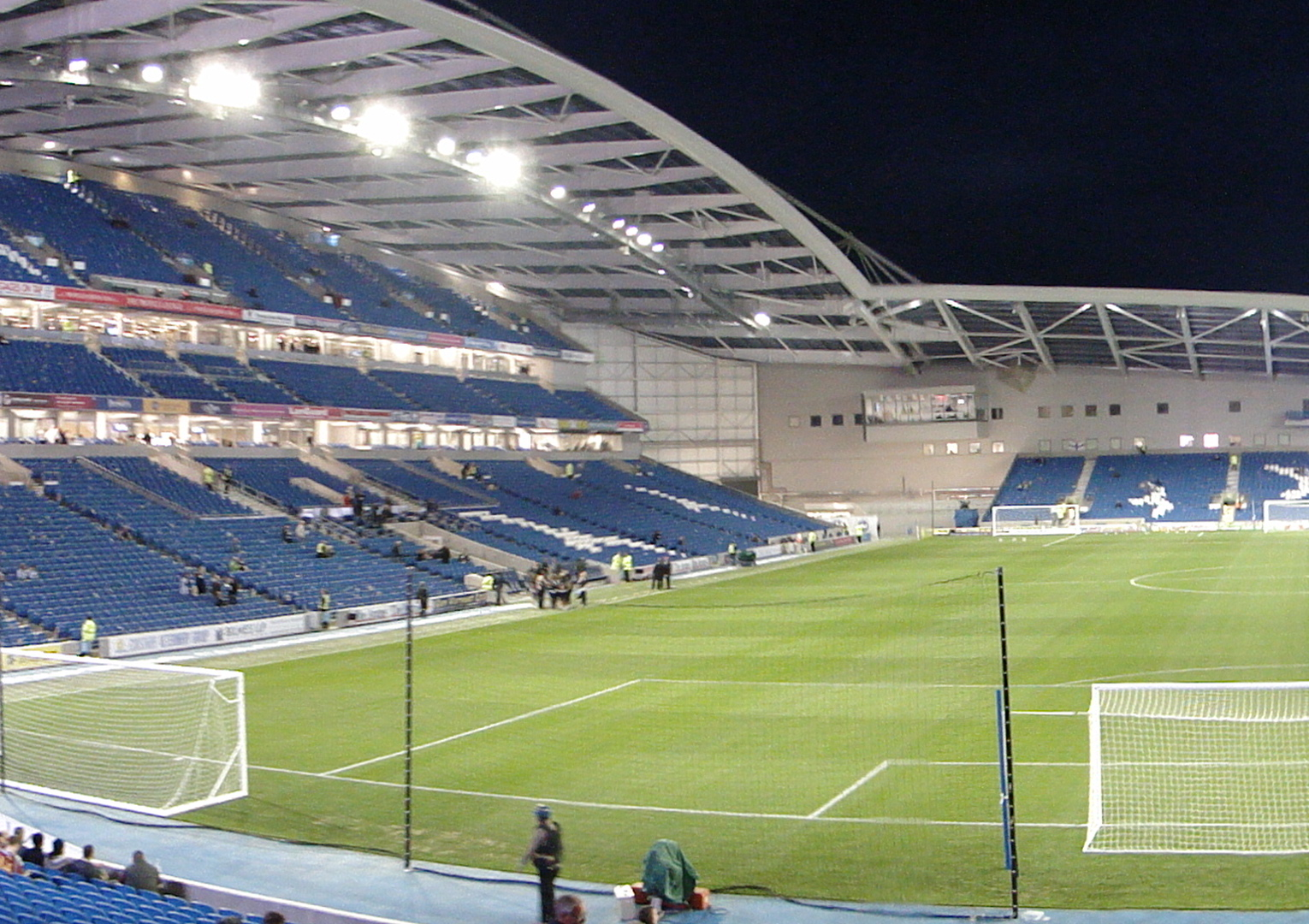
内観3
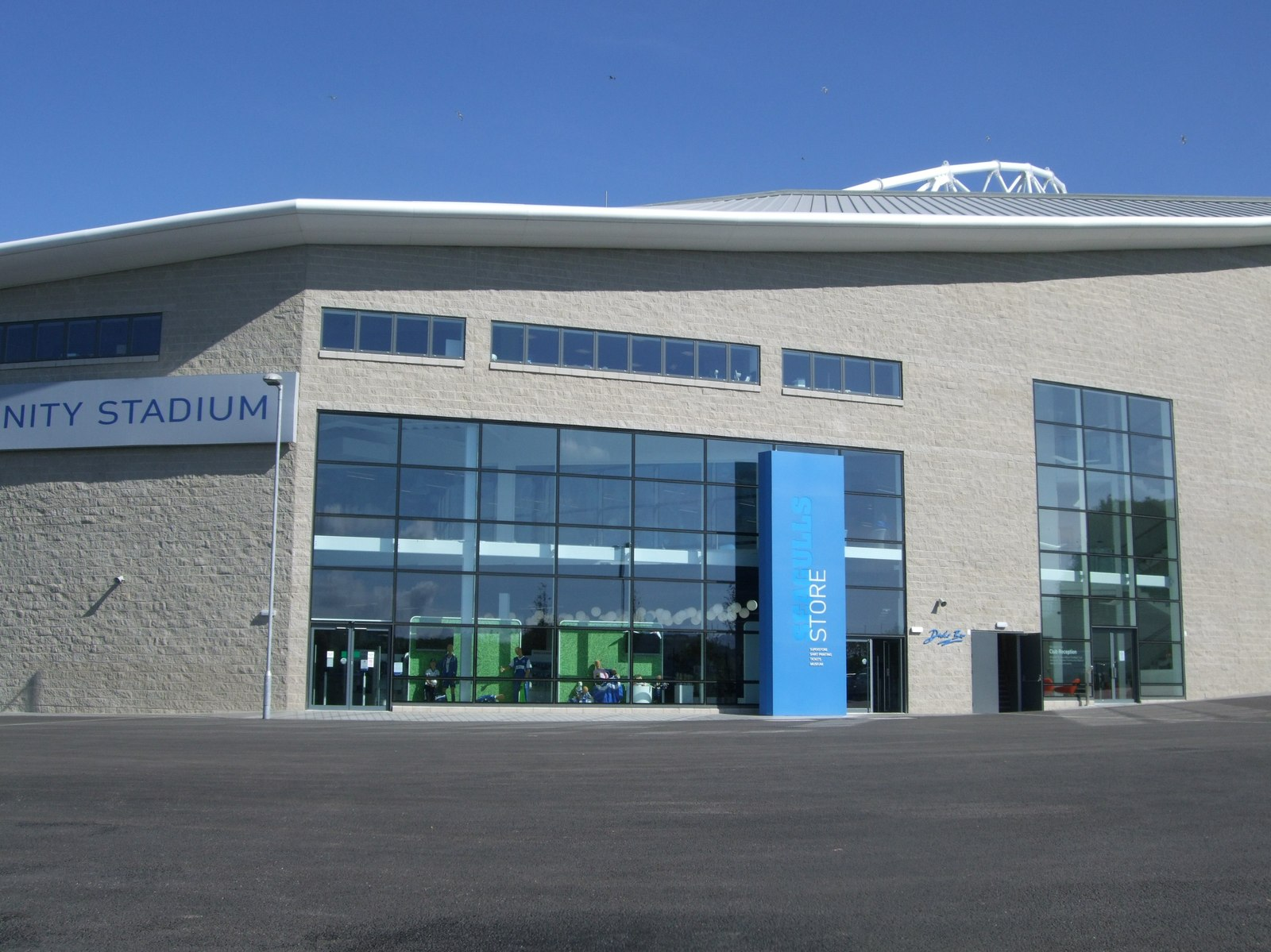
スタジアム内のオフシャルショップ
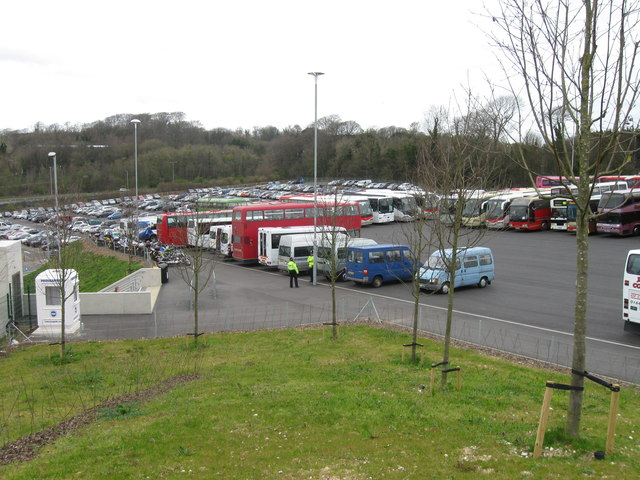
隣接する駐車場
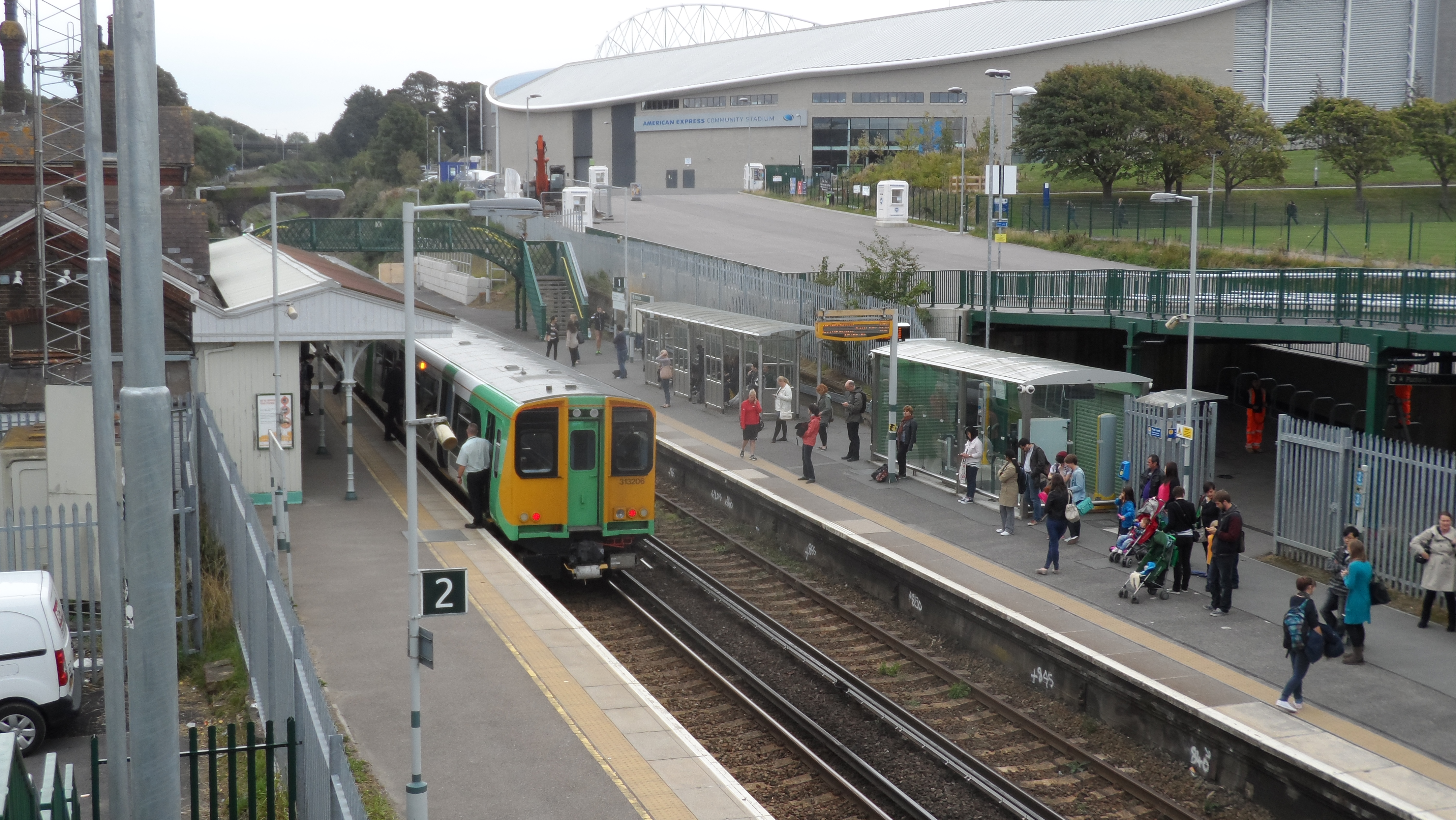
最寄駅のファルマー駅